# شیره‌چقا
شیره‌چقا(شیره چیا)، روستایی است از توابع بخش مرکزی شهرستان دالاهو استان کرمانشاه ایران.

## جمعیت
این روستا در دهستان حومه کرند قرار داشته و بر اساس سرشماری سال ۱۳۸۵ جمعیت آن (۲۲خانوار) ۱۰۳نفر بوده‌است. این روستا از نظر تاریخی قدمت خیلی بالایی دارد در زمان مادها و هخامنشیان و ساسانی این روستا از لحاظ نظامی و آب هوایی مورد توجه سلسه‌های بالا قرارگرفته بود، این روستا نام قدیمیش ناودار هست، ناودار یک واژه کوردی هست که معنای فارسی آن یعنی داخل جنگل اما ناودار به معنای این است که جایی که درختان زیادی اطراف آنرا احاطه کرده‌اند، از آنجا که این روستا در اطراف آن پوشش درختان بلوط و جنگل هست نام قدیمیش و کوردیش ناودار می‌باشد.

## منبع
1. ↑  درگاه ملی آمار